# Congresul de la Laibach

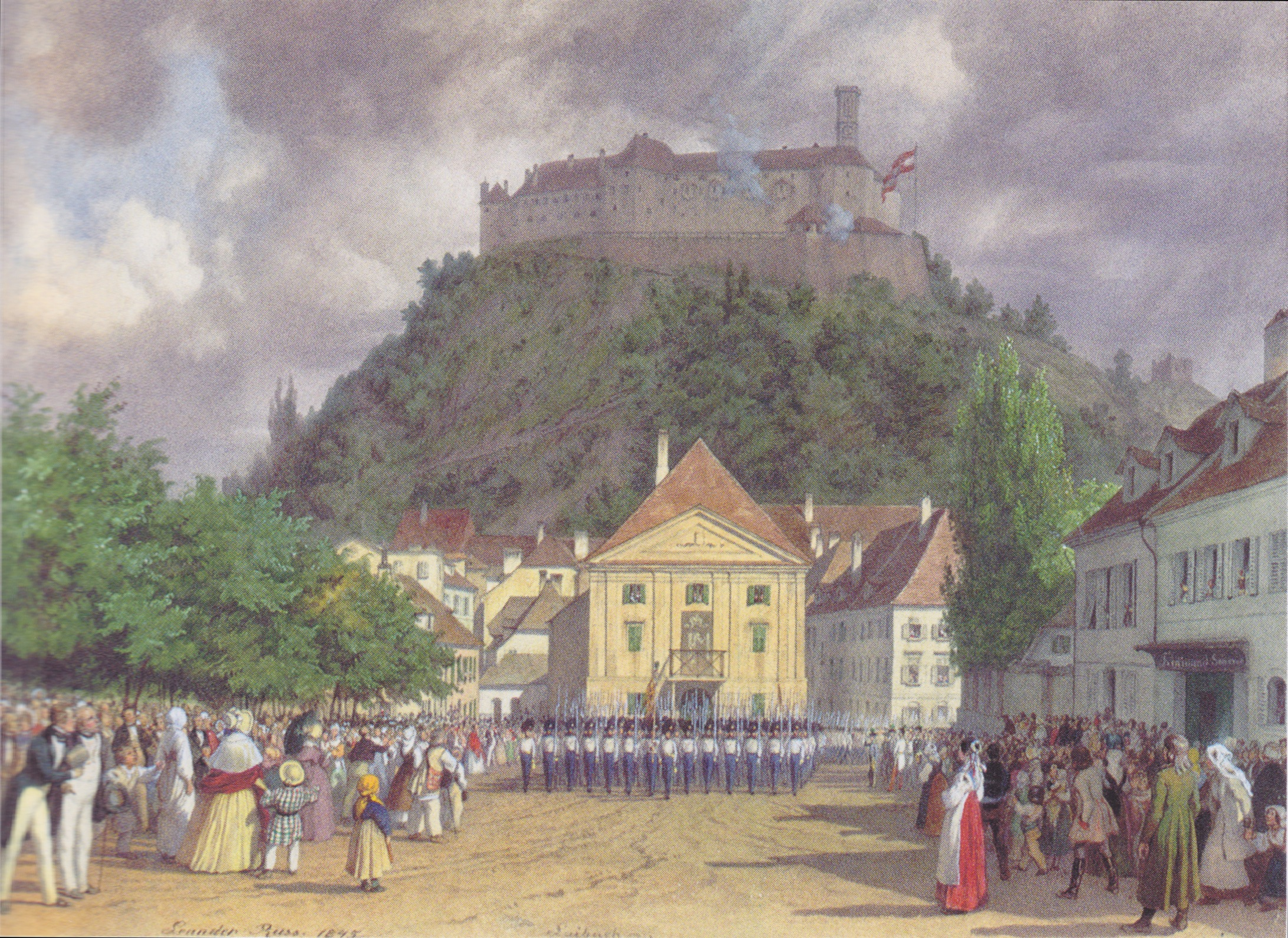
Parada pentru întâmpinarea kaiserului în timpul congresului de la Ljubljana în 1821. Acest loc a primit numele de „Piața Congreslui” în cinstea evenimentului.

Congresul de la Laibach a fost o conferință a monarhilor aliați (sau a reprezentanților acestora) din 1821, convocat ca parte a Sistemului Congresului (viitorul Concert European). Acest congres a fost o tentativă a cinci mari puteri de rezolvare a problemelor internaționale apărute pe continent după încheierea Războaielor Napoleoniene  prin negocieri și înțelegeri colective în locul conflictelor militare. Unul dintre rezultatele congresului a fost autorizarea Austriei să intervină în Regatul celor Două Sicilii pentru înăbușirea unei rebeliuni liberale. 

## Contextul general
Congresul a fost convocat în Laibach, (orașul Ljubljana) din Slovenia zilelor noastre, în acele vremuri însă parte a Austriei, în perioada 26 ianuarie -12 mai 1821. Mai înainte de încheierea Congresului de la Troppau, s-a decis ca lucrările acestuia să fie suspendate, să fie convocată o nouă întâlnire la Laibach, la care să fie invitat regele Neapolelui,  Ferdinand I.  
Castlereagh, în numele Regatului Unit, a acceptat cu plăcere invitația, care implica negocieri și, prin urmare, o retragere de pe pozițiile care fuseseră adoptate prin Protocolul de la Troppau. Mai înainte de a pleca de la Troppau, cele trei mari puteri autocrate -  Rusia, Austria și Prusia – au emis pe 8 decembrie 1820 o circulară prin care reafirmau principiile protocolului, printre ele aflându-se dreptul și datoria puterilor responsabile pentru pacea Europei să intervină și să înăbușe orice mișcare revoluționară care ar fi pus în primejdie pacea. (Hertslet, No. 105). 
Împotriva acestui punct de vedere,  vicontele Castlereagh a protestat încă o dată într-o circulară din 19 ianuarie 1821, în care făcut o diferențiere clară între principiile generale inacceptabile avansate de cele trei puteri și cazul particular al tulburărilor din Italia, care nu era preocuparea Europei în general, ci mai degrabă al Austriei și al oricăror alte state italiene, care se simțeau amenințate. (Hertslet, No. 107).

## Evenimentele
Conferința s-a deschis pe 26 ianuarie 1821, iar structura sa a subliniat divergențele evidențiate de circularele despre care s-a vorbit mai înainte. Împărații Rusiei și Austriei au venit personal și odată cu ei au venit și conții Nesselrode și  Kapodistrias, Metternich și baronul Vincent. Prusia și Franța au fost reprezentați de plenipotențiari. Marea Britanie, ținând seama că nu avea interese imediate în problema italiană, a fost reprezentată doar de Lord Stewart, ambasadorul britanic al Viena, misiunea sa fiind în principal să urmărească ședințele și să se asigure că nu se făcea nimic care să încalce prevederile tratatelor. Dintre prinții italieni, au venit Ferdinand al Neapolelui și ducele de Modena. Ceilalți prinți au fost reprezentați de plenipotențiari. 
A devenit repede clar că între bitanici și alte puteri avea să apară distanțări inevitabile. Metternich era foarte preocupat să asigure o aparentă unanimitate a puterilor pentru intervenția austriacă în Regatul Neapolelui și s-a folosit de toate mijloacele pentru ca să determine reprezentantul britanic să subscrie la o formulă care ar fi părut să alinieze Marea Britanie la principiile celorlalți aliați. Când toate aceste planuri au eșuat, au fost făcute încercări neîncununate de succes pentru excluderea lordului Stewart de la întâlniri. În cele din urmă, lord Stewart a fost obligat să protesteze în mod public, poziția lui fiind înscrisă în jurnalul conferinței. Capo d'Istria a citit în fața adunării o declarație prin care împăratul Rusiei își oferea sprijinul armat în cazul în care noi mișcări revoluționare ar fi amenințat echilibrul politic, aceasta fiind o încercare de reînviere a ideii unei uniuni universale bazate pe Sfânta Alianță, împotriva căreia britanicii protestaseră în mod constant. Obiecțiunile britanicilor nu au fost atât împotriva unei intervenții austriece în Regatul Neapolelui, cât împotriva principiilor cu bătaie lungă care erau folosite pentru ca să o justifice. Regele Ferdinand a fost invitat la Laibach, după cum era menționat în circulara din 8 decembrie, pentru ca el să fie liber să acționeze ca un mediator între supușii săi revoltați și statele ale căror stabilitate o amenințau. Rezultatul acestei acțiuni a fost declarația de război a Nepolelui și ocuparea de către austrieci, cu aprobarea congresului a capitalei regatului. Acest eveniment a fost precedat pe 10 martie de revolta garnizoanei din Alessandria și de revoluția militară din Piemont, care a fost și ea înăbușită de trupele austriece, ca urmare a negocierilor de la Laibach.

## Chestiunea Orientală
Țarul Alexandru era la Laibach când, pe 19 martie, a aflat vestea acțiunii lui Ipsilatin, care a invadat Principatele Dunărene, care era menit să declanșeze Războiul de Independență al Greciei. De la Laibach, Kapodistrias, (care era de origine elenă), a transmis liderilor grecilor, dezaprobarea acțiunii de către țar. Lucrările conferinței s-au încheiat pe 12 mai 1821. Rusia, Austria și Prusia au dat publicității o declarație (Hertslet, No. 108) prin care proclamau principiile care le-au ghidat să vină în ajutorul popoarelor supuse, declarație care a afirmat încă o dată principiile Protocolului de la Troppau. Aceasta este importanța europeană a Conferinței de la Laibach, ale cărei activități au fost limitate în principal în Italia. Emiterea declarației fără semnăturile reprezentanților Marii Britanii și Franței a demonstrat dezbinarea alianței,  în cadrul căruia, pentru a folosi cuvintele lordului Stewart, a existat o triplă înțelegere care a obligat părțile să își propună propriile păreri, în ciuda oricărei diferențe de opinie dintre ele și cele două mari guverne constituționale.

## Vedeți și:
Chestiunea Orientală